# Sharif Sharifov
Sharif Sharifov (n. 11 noiembrie 1988, Gunukh⁠(d), Gochadinsky selsoviet⁠(d), RSFS Rusă, URSS) este un luptător ce a reprezentat Azerbaidjan, medaliat olimpic. A participat la 3 ediții ale Jocurilor Olimpice (2012, 2016, 2020) în care a câștigat o medalie de aur și o medalie de bronz.